# Tournoi masculin de beach-volley aux Jeux olympiques d'été de 2012
Navigation
Pékin 2008 Rio de Janeiro 2016
Le tournoi masculin de beach-volley des Jeux olympiques d'été de 2012 se déroule du 28 juillet 2012 au 9 août 2012 au Horse Guards Parade à Londres. 24 équipes se disputent les médailles olympiques.

## Format de la compétition
Les 24 équipes sont séparées en six groupes de quatre, lesquelles disputent un round robin entre elles. Les deux premiers de chaque groupe, ainsi que les deux meilleurs troisièmes, sont qualifiés pour la phase finale. Les quatre autres troisièmes disputent le tour de rattrapage, dont les deux vainqueurs rejoignent également la phase finale. Les quatrièmes de groupe sont éliminés. La phase finale consiste en huitièmes de finale, quarts de finale, demi-finales, finale pour la médaille de bronze et finale.

### Calendrier
| Jour    | Date            | Début | Fin   | Session                                                      |
| ------- | --------------- | ----- | ----- | ------------------------------------------------------------ |
| Jour 2  | 28 juillet 2012 | 09:00 | 12:50 | Tour préliminaire (6 matches)                                |
| Jour 2  | 28 juillet 2012 | 14:30 | 18:20 | Tour préliminaire (6 matches)                                |
| Jour 2  | 28 juillet 2012 | 20:00 | 23:50 | Tour préliminaire (6 matches)                                |
| Jour 3  | 29 juillet 2012 | 09:00 | 12:50 | Tour préliminaire (6 matches)                                |
| Jour 3  | 29 juillet 2012 | 14:30 | 18:20 | Tour préliminaire (6 matches)                                |
| Jour 3  | 29 juillet 2012 | 20:00 | 23:50 | Tour préliminaire (6 matches)                                |
| Jour 4  | 30 juillet 2012 | 09:00 | 12:50 | Tour préliminaire (6 matches)                                |
| Jour 4  | 30 juillet 2012 | 14:30 | 18:20 | Tour préliminaire (6 matches)                                |
| Jour 4  | 30 juillet 2012 | 20:00 | 23:50 | Tour préliminaire (6 matches)                                |
| Jour 5  | 31 juillet 2012 | 09:00 | 12:50 | Tour préliminaire (6 matches)                                |
| Jour 5  | 31 juillet 2012 | 14:30 | 18:20 | Tour préliminaire (6 matches)                                |
| Jour 5  | 31 juillet 2012 | 20:00 | 23:50 | Tour préliminaire (6 matches)                                |
| Jour 6  | 1er août 2012   | 09:00 | 12:50 | Tour préliminaire (6 matches)                                |
| Jour 6  | 1er août 2012   | 14:30 | 18:20 | Tour préliminaire (6 matches)                                |
| Jour 6  | 1er août 2012   | 20:00 | 23:50 | Tour préliminaire (6 matches)                                |
| Jour 7  | 2 août 2012     | 09:30 | 13:00 | Tour préliminaire (6 matches) Tour de rattrapage (2 matches) |
| Jour 7  | 2 août 2012     | 14:45 | 18:15 | Tour préliminaire (6 matches) Tour de rattrapage (2 matches) |
| Jour 7  | 2 août 2012     | 20:00 | 23:30 | Tour préliminaire (6 matches) Tour de rattrapage (2 matches) |
| Jour 8  | 3 août 2012     | 09:00 | 10:50 | Huitièmes de finale (4 matches)                              |
| Jour 8  | 3 août 2012     | 13:00 | 14:50 | Huitièmes de finale (4 matches)                              |
| Jour 8  | 3 août 2012     | 17:00 | 18:50 | Huitièmes de finale (4 matches)                              |
| Jour 8  | 3 août 2012     | 21:00 | 22:50 | Huitièmes de finale (4 matches)                              |
| Jour 9  | 4 août 2012     | 09:00 | 10:50 | Huitièmes de finale (4 matches)                              |
| Jour 9  | 4 août 2012     | 13:00 | 14:50 | Huitièmes de finale (4 matches)                              |
| Jour 9  | 4 août 2012     | 17:00 | 18:50 | Huitièmes de finale (4 matches)                              |
| Jour 9  | 4 août 2012     | 21:00 | 22:50 | Huitièmes de finale (4 matches)                              |
| Jour 11 | 6 août 2012     | 18:00 | 19:50 | Quarts de finale (2 matches)                                 |
| Jour 11 | 6 août 2012     | 22:00 | 23:50 | Quarts de finale (2 matches)                                 |
| Jour 12 | 7 août 2012     | 17:00 | 18:50 | Demi-finales (2 matches)                                     |
| Jour 12 | 7 août 2012     | 21:00 | 22:50 | Demi-finales (2 matches)                                     |
| Jour 14 | 9 août 2012     | 19:00 | 22:30 | Petite finale , finale et cérémonie protocolaire             |

## Phase préliminaire

### Formation des groupes
Les équipes sont réparties entre les groupes selon le classement mondial de la FIVB.
| Poule A                                                                                      | Poule B                                                                                       | Poule C                                                                                   | Poule D                                                                                            | Poule E                                                                                              | Poule F                                                                                                   |
| -------------------------------------------------------------------------------------------- | --------------------------------------------------------------------------------------------- | ----------------------------------------------------------------------------------------- | -------------------------------------------------------------------------------------------------- | --- | --- |
| Doppler / Horst (AUT) Cerutti / Rego (BRA) Lupo / Nicolai (ITA) Bellaguarda / Heuscher (SUI) | Gavira / Herrera (ESP) Dalhausser / Rogers (USA) Asahi / Shiratori (JPN) Beneš / Kubala (CZE) | Brink / Reckermann (GER) Wu / Xu (CHN) Prokopiev / Semenov (RUS) Chevallier / Heyer (SUI) | Chiya / Goldschmidt (RSA) Gibb / Rosenthal (USA) Samoilovs / Sorokins (LAT) Fijałek / Prudel (POL) | Erdmann / Matysik (GER) Pļaviņš / Šmēdiņš (LAT) Nummerdor / Schuil (NED) Hernández / Villafañe (VEN) | Cunha / Santos (BRA) Binstock / Reader (CAN) Garcia Thompson / Grotowski (GBR) Skarlund / Spinnangr (NOR) |

### Poule A
Les deux premières équipes de la poule sont qualifiées pour les huitièmes de finale, la troisième pour le tour de rattrapage.
- Qualifiés pour les huitièmes de finale
- Qualifiés pour le tour de rattrapage
- Éliminés

| # | Équipe                       | Pts | J | G | Gt | Pt | P | Sp | Sc | Ratio | Pp  | Pc  | Ratio |
| 1 | Cerutti / Rego (BRA)         | 6   | 3 | 3 | 0  | 0  | 0 | 6  | 1  | 6     | 145 | 123 | 1.179 |
| 2 | Bellaguarda / Heuscher (SUI) | 4   | 3 | 1 | 0  | 0  | 2 | 2  | 4  | 0.5   | 111 | 118 | 0.941 |
| 3 | Lupo / Nicolai (ITA)         | 4   | 3 | 1 | 0  | 0  | 2 | 2  | 4  | 0.5   | 119 | 126 | 0.944 |
| 4 | Doppler / Horst (AUT)        | 4   | 3 | 1 | 0  | 0  | 2 | 3  | 4  | 0.75  | 128 | 136 | 0.941 |

| Date            | Match                                                | Score | Set 1 | Set 2 | Set 3 | Durée  |
| --------------- | ---------------------------------------------------- | ----- | ----- | ----- | ----- | ------ |
| 29 juillet 2012 | Cerutti / Rego (BRA) - Doppler / Horst (AUT)         | 2-1   | 16-21 | 21-17 | 16-14 | 58 min |
| 29 juillet 2012 | Bellaguarda / Heuscher (SUI) - Lupo / Nicolai (ITA)  | 0-2   | 19-21 | 18-21 |       | 38 min |
| 31 juillet 2012 | Cerutti / Rego (BRA) - Bellaguarda / Heuscher (SUI)  | 2-0   | 21-17 | 21-12 |       | 34 min |
| 31 juillet 2012 | Lupo / Nicolai (ITA) - Doppler / Horst (AUT)         | 0-2   | 18-21 | 17-21 |       | 42 min |
| 2 août 2012     | Cerutti / Rego (BRA) - Lupo / Nicolai (ITA)          | 2-0   | 26-24 | 21-18 |       | 43 min |
| 2 août 2012     | Bellaguarda / Heuscher (SUI) - Doppler / Horst (AUT) | 2-0   | 24-22 | 21-12 |       | 44 min |

### Poule B
Les deux premières équipes de la poule sont qualifiées pour les huitièmes de finale, la troisième pour le tour de rattrapage.
- Qualifiés pour les huitièmes de finale
- Qualifiés pour le tour de rattrapage
- Éliminés

| # | Équipe                    | Pts | J | G | Gt | Pt | P | Sp | Sc | Ratio | Pp  | Pc  | Ratio |
| 1 | Dalhausser / Rogers (USA) | 6   | 3 | 3 | 0  | 0  | 0 | 6  | 1  | 6     | 139 | 109 | 1.275 |
| 2 | Gavira / Herrera (ESP)    | 5   | 3 | 2 | 0  | 0  | 1 | 5  | 2  | 2.5   | 139 | 133 | 1.045 |
| 3 | Beneš / Kubala (CZE)      | 4   | 3 | 1 | 0  | 0  | 2 | 2  | 5  | 0.4   | 120 | 128 | 0.938 |
| 4 | Asahi / Shiratori (JPN)   | 3   | 3 | 0 | 0  | 0  | 3 | 1  | 6  | 0.167 | 110 | 138 | 0.797 |

| Date            | Match                                               | Score | Set 1 | Set 2 | Set 3 | Durée  |
| --------------- | --------------------------------------------------- | ----- | ----- | ----- | ----- | ------ |
| 29 juillet 2012 | Gavira / Herrera (ESP) - Beneš / Kubala (CZE)       | 2-0   | 25-23 | 21-16 |       | 41 min |
| 29 juillet 2012 | Dalhausser / Rogers (USA) - Asahi / Shiratori (JPN) | 2-0   | 21-15 | 21-16 |       | 40 min |
| 31 juillet 2012 | Beneš / Kubala (CZE) - Asahi / Shiratori (JPN)      | 2-1   | 17-21 | 21-12 | 15-7  | 45 min |
| 31 juillet 2012 | Dalhausser / Rogers (USA) - Gavira / Herrera (ESP)  | 2-1   | 19-21 | 21-16 | 15-13 | 59 min |
| 2 août 2012     | Gavira / Herrera (ESP) - Asahi / Shiratori (JPN)    | 2-0   | 21-19 | 22-20 |       | 29 min |
| 2 août 2012     | Dalhausser / Rogers (USA) - Beneš / Kubala (CZE)    | 2-0   | 21-13 | 21-15 |       | 35 min |

### Poule C
Les deux premières équipes de la poule sont qualifiées pour les huitièmes de finale, la troisième pour le tour de rattrapage.
- Qualifiés pour les huitièmes de finale
- Qualifiés pour le tour de rattrapage
- Éliminés

| # | Équipe                    | Pts | J | G | Gt | Pt | P | Sp | Sc | Ratio | Pp  | Pc  | Ratio |
| 1 | Brink / Reckermann (GER)  | 6   | 3 | 3 | 0  | 0  | 0 | 6  | 1  | 6     | 133 | 114 | 1.167 |
| 2 | Chevallier / Heyer (SUI)  | 5   | 3 | 2 | 0  | 0  | 1 | 4  | 4  | 1     | 145 | 151 | 0.96  |
| 3 | Prokopiev / Semenov (RUS) | 4   | 3 | 1 | 0  | 0  | 2 | 3  | 5  | 0.6   | 157 | 163 | 0.963 |
| 4 | Wu / Xu (CHN)             | 3   | 3 | 0 | 0  | 0  | 3 | 3  | 6  | 0.5   | 157 | 164 | 0.957 |

| Date            | Match                                                | Score | Set 1 | Set 2 | Set 3 | Durée  |
| --------------- | ---------------------------------------------------- | ----- | ----- | ----- | ----- | ------ |
| 28 juillet 2012 | Brink / Reckermann (GER) - Prokopiev / Semenov (RUS) | 2-0   | 21-19 | 21-17 |       | 43 min |
| 28 juillet 2012 | Wu / Xu (CHN) - Chevallier / Heyer (SUI)             | 1-2   | 21-18 | 16-21 | 12-15 | 1h00   |
| 30 juillet 2012 | Brink / Reckermann (GER) - Wu / Xu (CHN)             | 2-1   | 13-21 | 21-19 | 15-8  | 52 min |
| 30 juillet 2012 | Chevallier / Heyer (SUI) - Prokopiev / Semenov (RUS) | 2-1   | 13-21 | 21-19 | 15-13 | 1h09   |
| 1er août 2012   | Wu / Xu (CHN) - Prokopiev / Semenov (RUS)            | 1-2   | 27-29 | 21-17 | 12-15 | 1h07   |
| 1er août 2012   | Brink / Reckermann (GER) - Chevallier / Heyer (SUI)  | 2-0   | 21-14 | 21-16 |       | 43 min |

### Poule D
Les deux premières équipes de la poule sont qualifiées pour les huitièmes de finale, la troisième pour le tour de rattrapage.
- Qualifiés pour les huitièmes de finale
- Qualifiés pour le tour de rattrapage
- Éliminés

| # | Équipe                     | Pts | J | G | Gt | Pt | P | Sp | Sc | Ratio | Pp  | Pc  | Ratio |
| 1 | Gibb / Rosenthal (USA)     | 5   | 3 | 2 | 0  | 0  | 1 | 4  | 2  | 2     | 119 | 89  | 1.337 |
| 2 | Fijałek / Prudel (POL)     | 5   | 3 | 2 | 0  | 0  | 1 | 5  | 2  | 2.5   | 132 | 115 | 1.148 |
| 3 | Samoilovs / Sorokins (LAT) | 5   | 3 | 2 | 0  | 0  | 1 | 4  | 3  | 1.333 | 116 | 113 | 1.027 |
| 4 | Chiya / Goldschmidt (RSA)  | 3   | 3 | 0 | 0  | 0  | 3 | 0  | 6  | 0     | 76  | 126 | 0.603 |

| Date            | Match                                                  | Score | Set 1 | Set 2 | Set 3 | Durée  |
| --------------- | ------------------------------------------------------ | ----- | ----- | ----- | ----- | ------ |
| 28 juillet 2012 | Fijałek / Prudel (POL) - Samoilovs / Sorokins (LAT)    | 1-2   | 21-12 | 15-21 | 12-15 | 50 min |
| 28 juillet 2012 | Gibb / Rosenthal (USA) - Chiya / Goldschmidt (RSA)     | 2-0   | 21-10 | 21-11 |       | 33 min |
| 30 juillet 2012 | Samoilovs / Sorokins (LAT) - Chiya / Goldschmidt (RSA) | 2-0   | 21-13 | 21-10 |       | 35 min |
| 30 juillet 2012 | Gibb / Rosenthal (USA) - Fijałek / Prudel (POL)        | 0-2   | 17-21 | 18-21 |       | 43 min |
| 1er août        | Fijałek / Prudel (POL) - Chiya / Goldschmidt (RSA)     | 2-0   | 21-19 | 21-13 |       | 43 min |
| 1er août        | Gibb / Rosenthal (USA) - Samoilovs / Sorokins (LAT)    | 2-0   | 21-10 | 21-16 |       | 37 min |

### Poule E
Les deux premières équipes de la poule sont qualifiées pour les huitièmes de finale, la troisième pour le tour de rattrapage.
- Qualifiés pour les huitièmes de finale
- Qualifiés pour le tour de rattrapage
- Éliminés

| # | Équipe                      | Pts | J | G | Gt | Pt | P | Sp | Sc | Ratio | Pp  | Pc  | Ratio |
| 1 | Pļaviņš / Šmēdiņš (LAT)     | 6   | 3 | 3 | 0  | 0  | 0 | 6  | 1  | 6     | 141 | 113 | 1.248 |
| 2 | Nummerdor / Schuil (NED)    | 5   | 3 | 2 | 0  | 0  | 1 | 4  | 3  | 1.333 | 127 | 116 | 1.095 |
| 3 | Erdmann / Matysik (GER)     | 4   | 3 | 1 | 0  | 0  | 2 | 3  | 5  | 0.6   | 132 | 148 | 0.892 |
| 4 | Hernández / Villafañe (VEN) | 3   | 3 | 0 | 0  | 0  | 3 | 2  | 6  | 0.333 | 128 | 151 | 0.848 |

| Date            | Match                                                  | Score | Set 1 | Set 2 | Set 3 | Durée  |
| --------------- | ------------------------------------------------------ | ----- | ----- | ----- | ----- | ------ |
| 29 juillet 2012 | Nummerdor / Schuil (NED) - Hernández / Villafañe (VEN) | 2-1   | 21-18 | 17-21 | 15-10 | 54 min |
| 29 juillet 2012 | Erdmann / Matysik (GER) - Pļaviņš / Šmēdiņš (LAT)      | 1-2   | 21-19 | 21-23 | 9-15  | 57 min |
| 31 juillet 2012 | Pļaviņš / Šmēdiņš (LAT) - Hernández / Villafañe (VEN)  | 2-0   | 21-14 | 21-16 |       | 38 min |
| 31 juillet 2012 | Nummerdor / Schuil (NED) - Erdmann / Matysik (GER)     | 2-0   | 21-9  | 21-16 |       | 35 min |
| 2 août 2012     | Nummerdor / Schuil (NED) - Pļaviņš / Šmēdiņš (LAT)     | 0-2   | 14-21 | 18-21 |       | 38 min |
| 2 août 2012     | Erdmann / Matysik (GER) - Hernández / Villafañe (VEN)  | 2-1   | 20-22 | 21-16 | 15-11 | 53 min |

### Poule F
Les deux premières équipes de la poule sont qualifiées pour les huitièmes de finale, la troisième pour le tour de rattrapage.
- Qualifiés pour les huitièmes de finale
- Qualifiés pour le tour de rattrapage
- Éliminés

| # | Équipe                            | Pts | J | G | Gt | Pt | P | Sp | Sc | Ratio | Pp  | Pc  | Ratio |
| 1 | Cunha / Santos (BRA)              | 6   | 3 | 3 | 0  | 0  | 0 | 6  | 0  | MAX   | 129 | 101 | 1.277 |
| 2 | Skarlund / Spinnangr (NOR)        | 5   | 3 | 2 | 0  | 0  | 1 | 4  | 2  | 2     | 117 | 107 | 1.093 |
| 3 | Binstock / Reader (CAN)           | 4   | 3 | 1 | 0  | 0  | 2 | 2  | 4  | 0.5   | 114 | 119 | 0.958 |
| 4 | Garcia Thompson / Grotowski (GBR) | 3   | 3 | 0 | 0  | 0  | 3 | 0  | 6  | 0     | 94  | 127 | 0.74  |

| Date            | Match                                                          | Score | Set 1 | Set 2 | Set 3 | Durée  |
| --------------- | -------------------------------------------------------------- | ----- | ----- | ----- | ----- | ------ |
| 28 juillet 2012 | Garcia Thompson / Grotowski (GBR) - Binstock / Reader (CAN)    | 0-2   | 19-21 | 13-21 |       | 42 min |
| 28 juillet 2012 | Cunha / Santos (BRA) - Skarlund / Spinnangr (NOR)              | 2-0   | 21-14 | 21-18 |       | 37 min |
| 30 juillet 2012 | Skarlund / Spinnangr (NOR) - Binstock / Reader (CAN)           | 2-0   | 21-14 | 21-18 |       | 38 min |
| 30 juillet 2012 | Garcia Thompson / Grotowski (GBR) - Cunha / Santos (BRA)       | 2-0   | 17-21 | 12-21 |       | 40 min |
| 1er août 2012   | Garcia Thompson / Grotowski (GBR) - Skarlund / Spinnangr (NOR) | 0-2   | 20-22 | 13-21 |       | 41 min |
| 1er août 2012   | Cunha / Santos (BRA) - Binstock / Reader (CAN)                 | 2-0   | 21-18 | 24-22 |       | 49 min |

## Tour de rattrapage

### Classement des troisièmes
- Qualifiés pour les huitièmes de finale
- Qualifiés pour le tour de rattrapage

| # | Équipe                     | Pts | J | G | Gt | Pt | P | Sp | Sc | Ratio | Pp  | Pc  | Ratio |
| 1 | Samoilovs / Sorokins (LAT) | 5   | 3 | 2 | 0  | 0  | 1 | 4  | 3  | 1.333 | 116 | 113 | 1.027 |
| 2 | Prokopiev / Semenov (RUS)  | 4   | 3 | 1 | 0  | 0  | 2 | 3  | 5  | 0.6   | 157 | 163 | 0.963 |
| 3 | Erdmann / Matysik (GER)    | 4   | 3 | 1 | 0  | 0  | 2 | 3  | 5  | 0.6   | 132 | 148 | 0.892 |
| 4 | Binstock / Reader (CAN)    | 4   | 3 | 1 | 0  | 0  | 2 | 2  | 4  | 0.5   | 114 | 119 | 0.958 |
| 5 | Lupo / Nicolai (ITA)       | 4   | 3 | 1 | 0  | 0  | 2 | 2  | 4  | 0.5   | 119 | 126 | 0.944 |
| 6 | Beneš / Kubala (CZE)       | 4   | 3 | 1 | 0  | 0  | 2 | 2  | 5  | 0.4   | 120 | 128 | 0.938 |

### Matches
| Date        | Match                                          | Score | Set 1 | Set 2 | Set 3 | Durée  |
| ----------- | ---------------------------------------------- | ----- | ----- | ----- | ----- | ------ |
| 2 août 2012 | Erdmann / Matysik (GER) - Beneš / Kubala (CZE) | 2-1   | 15-21 | 21-19 | 15-13 | 55 min |
| 2 août 2012 | Binstock / Reader (CAN) - Lupo / Nicolai (ITA) | 0-2   | 16-21 | 20-22 |       | 39 min |

## Phase finale

### Tableau
|  | Huitièmes de finale          | Huitièmes de finale           |                          |                                  | Quarts de finale                 | Quarts de finale              |   |  | Demi-finales           | Demi-finales           |  |  | Finale                      | Finale                      |
|  | Huitièmes de finale          | Huitièmes de finale           |                          |                                  | Quarts de finale                 | Quarts de finale              |   |  | Demi-finales           | Demi-finales           |  |  | Finale                      | Finale                      |
|  |                              |                               |                          |                                  |                                  |                               |   |  |                        |                        |  |  |                             |                             |
|  | 21-16, 21-14 en 37 min       | 21-16, 21-14 en 37 min        |                          |                                  | 21-17, 16-21, 17-15 en 58 min    | 21-17, 16-21, 17-15 en 58 min |   |  | 21-15, 22-20 en 40 min | 21-15, 22-20 en 40 min |  |  | 21-23, 21-16, 14-16 en 1h02 | 21-23, 21-16, 14-16 en 1h02 |
|  | 21-16, 21-14 en 37 min       | 21-16, 21-14 en 37 min        |                          |                                  | 21-17, 16-21, 17-15 en 58 min    | 21-17, 16-21, 17-15 en 58 min |   |  | 21-15, 22-20 en 40 min | 21-15, 22-20 en 40 min |  |  | 21-23, 21-16, 14-16 en 1h02 | 21-23, 21-16, 14-16 en 1h02 |
|  | Cerutti / Rego (BRA)         | 2                             |                          |                                  | 21-17, 16-21, 17-15 en 58 min    | 21-17, 16-21, 17-15 en 58 min |   |  | 21-15, 22-20 en 40 min | 21-15, 22-20 en 40 min |  |  | 21-23, 21-16, 14-16 en 1h02 | 21-23, 21-16, 14-16 en 1h02 |
|  | Cerutti / Rego (BRA)         | 2                             |                          |                                  | 21-17, 16-21, 17-15 en 58 min    | 21-17, 16-21, 17-15 en 58 min |   |  | 21-15, 22-20 en 40 min | 21-15, 22-20 en 40 min |  |  | 21-23, 21-16, 14-16 en 1h02 | 21-23, 21-16, 14-16 en 1h02 |
|  | Erdmann / Matysik (GER)      | 0                             |                          |                                  | 21-17, 16-21, 17-15 en 58 min    | 21-17, 16-21, 17-15 en 58 min |   |  | 21-15, 22-20 en 40 min | 21-15, 22-20 en 40 min |  |  | 21-23, 21-16, 14-16 en 1h02 | 21-23, 21-16, 14-16 en 1h02 |
|  | Erdmann / Matysik (GER)      | 0                             | Cerutti / Rego (BRA)     | 2                                |                                  |                               |   |  | 21-15, 22-20 en 40 min | 21-15, 22-20 en 40 min |  |  | 21-23, 21-16, 14-16 en 1h02 | 21-23, 21-16, 14-16 en 1h02 |
|  | 21-18, 21-17 en 42 min       |                               | Cerutti / Rego (BRA)     | 2                                |                                  |                               |   |  | 21-15, 22-20 en 40 min | 21-15, 22-20 en 40 min |  |  | 21-23, 21-16, 14-16 en 1h02 | 21-23, 21-16, 14-16 en 1h02 |
|  |                              | Fijałek / Prudel (POL)        | 1                        |                                  |                                  |                               |   |  | 21-15, 22-20 en 40 min | 21-15, 22-20 en 40 min |  |  | 21-23, 21-16, 14-16 en 1h02 | 21-23, 21-16, 14-16 en 1h02 |
|  | Fijałek / Prudel (POL)       | Fijałek / Prudel (POL)        | 1                        | 2                                |                                  |                               |   |  | 21-15, 22-20 en 40 min | 21-15, 22-20 en 40 min |  |  | 21-23, 21-16, 14-16 en 1h02 | 21-23, 21-16, 14-16 en 1h02 |
|  | Fijałek / Prudel (POL)       | 19-21, 21-18, 15-11 en 58 min |                          | 2                                |                                  |                               |   |  | 21-15, 22-20 en 40 min | 21-15, 22-20 en 40 min |  |  | 21-23, 21-16, 14-16 en 1h02 | 21-23, 21-16, 14-16 en 1h02 |
|  | Chevallier / Heyer (SUI)     | 0                             |                          |                                  |                                  |                               |   |  | 21-15, 22-20 en 40 min | 21-15, 22-20 en 40 min |  |  | 21-23, 21-16, 14-16 en 1h02 | 21-23, 21-16, 14-16 en 1h02 |
|  | Chevallier / Heyer (SUI)     | 0                             | Cerutti / Rego (BRA)     | 2                                |                                  |                               |   |  |                        |                        |  |  | 21-23, 21-16, 14-16 en 1h02 | 21-23, 21-16, 14-16 en 1h02 |
|  | 21-18, 21-16 en 41 min       |                               | Cerutti / Rego (BRA)     | 2                                |                                  |                               |   |  |                        |                        |  |  | 21-23, 21-16, 14-16 en 1h02 | 21-23, 21-16, 14-16 en 1h02 |
|  |                              | Pļaviņš / Šmēdiņš (LAT)       | 0                        |                                  |                                  |                               |   |  |                        |                        |  |  | 21-23, 21-16, 14-16 en 1h02 | 21-23, 21-16, 14-16 en 1h02 |
|  | Pļaviņš / Šmēdiņš (LAT)      | Pļaviņš / Šmēdiņš (LAT)       | 0                        | 2                                |                                  |                               |   |  |                        |                        |  |  | 21-23, 21-16, 14-16 en 1h02 | 21-23, 21-16, 14-16 en 1h02 |
|  | Pļaviņš / Šmēdiņš (LAT)      | 21-14, 21-16 en 39 min        |                          | 2                                |                                  |                               |   |  |                        |                        |  |  | 21-23, 21-16, 14-16 en 1h02 | 21-23, 21-16, 14-16 en 1h02 |
|  | Skarlund / Spinnangr (NOR)   | 0                             |                          |                                  |                                  |                               |   |  |                        |                        |  |  | 21-23, 21-16, 14-16 en 1h02 | 21-23, 21-16, 14-16 en 1h02 |
|  | Skarlund / Spinnangr (NOR)   | 0                             | Pļaviņš / Šmēdiņš (LAT)  | 2                                |                                  |                               |   |  |                        |                        |  |  | 21-23, 21-16, 14-16 en 1h02 | 21-23, 21-16, 14-16 en 1h02 |
|  | 14-21, 20-22 en 44 min       |                               | Pļaviņš / Šmēdiņš (LAT)  | 2                                |                                  |                               |   |  |                        |                        |  |  | 21-23, 21-16, 14-16 en 1h02 | 21-23, 21-16, 14-16 en 1h02 |
|  |                              | Gibb / Rosenthal (USA)        | 1                        |                                  |                                  |                               |   |  |                        |                        |  |  | 21-23, 21-16, 14-16 en 1h02 | 21-23, 21-16, 14-16 en 1h02 |
|  | Prokopiev / Semenov (RUS)    | Gibb / Rosenthal (USA)        | 1                        | 0                                |                                  |                               |   |  |                        |                        |  |  | 21-23, 21-16, 14-16 en 1h02 | 21-23, 21-16, 14-16 en 1h02 |
|  | Prokopiev / Semenov (RUS)    | 21-15, 21-19 en 47 min        |                          | 0                                |                                  |                               |   |  |                        |                        |  |  | 21-23, 21-16, 14-16 en 1h02 | 21-23, 21-16, 14-16 en 1h02 |
|  | Gibb / Rosenthal (USA)       | 2                             |                          |                                  |                                  |                               |   |  |                        |                        |  |  | 21-23, 21-16, 14-16 en 1h02 | 21-23, 21-16, 14-16 en 1h02 |
|  | Gibb / Rosenthal (USA)       | 2                             | Cerutti / Rego (BRA)     | 1                                |                                  |                               |   |  |                        |                        |  |  |                             |                             |
|  | 21-12, 21-17 en 41 min       |                               | Cerutti / Rego (BRA)     | 1                                |                                  |                               |   |  |                        |                        |  |  |                             |                             |
|  |                              | Brink / Reckermann (GER)      | 2                        |                                  |                                  |                               |   |  |                        |                        |  |  |                             |                             |
|  | Brink / Reckermann (GER)     | Brink / Reckermann (GER)      | 2                        | 2                                |                                  |                               |   |  |                        |                        |  |  |                             |                             |
|  | Brink / Reckermann (GER)     |                               |                          | 2                                |                                  |                               |   |  |                        |                        |  |  |                             |                             |
|  | Samoilovs / Sorokins (LAT)   | 0                             |                          |                                  |                                  |                               |   |  |                        |                        |  |  |                             |                             |
|  | Samoilovs / Sorokins (LAT)   | 0                             | Brink / Reckermann (GER) | 2                                |                                  |                               |   |  |                        |                        |  |  |                             |                             |
|  | 18-21, 19-21 en 44 min       |                               | Brink / Reckermann (GER) | 2                                |                                  |                               |   |  |                        |                        |  |  |                             |                             |
|  |                              | Cunha / Santos (BRA)          | 0                        |                                  |                                  |                               |   |  |                        |                        |  |  |                             |                             |
|  | Gavira / Herrera (ESP)       | Cunha / Santos (BRA)          | 0                        | 0                                |                                  |                               |   |  |                        |                        |  |  |                             |                             |
|  | Gavira / Herrera (ESP)       | 21-16, 21-18 en 38 min        |                          | 0                                |                                  |                               |   |  |                        |                        |  |  |                             |                             |
|  | Cunha / Santos (BRA)         | 2                             |                          |                                  |                                  |                               |   |  |                        |                        |  |  |                             |                             |
|  | Cunha / Santos (BRA)         | 2                             | Brink / Reckermann (GER) | 2                                |                                  |                               |   |  |                        |                        |  |  |                             |                             |
|  | 22-20, 21-15 en 40 min       |                               | Brink / Reckermann (GER) | 2                                |                                  |                               |   |  |                        |                        |  |  |                             |                             |
|  |                              | Nummerdor / Schuil (NED)      | 0                        |                                  |                                  |                               |   |  |                        |                        |  |  |                             |                             |
|  | Nummerdor / Schuil (NED)     | Nummerdor / Schuil (NED)      | 0                        | 2                                |                                  |                               |   |  |                        |                        |  |  |                             |                             |
|  | Nummerdor / Schuil (NED)     |                               |                          | 2                                |                                  |                               |   |  |                        |                        |  |  |                             |                             |
|  | Bellaguarda / Heuscher (SUI) | 0                             |                          | Match pour la médaille de bronze | Match pour la médaille de bronze |                               |   |  |                        |                        |  |  |                             |                             |
|  | Bellaguarda / Heuscher (SUI) | 0                             | Nummerdor / Schuil (NED) | Match pour la médaille de bronze | Match pour la médaille de bronze | 2                             |   |  |                        |                        |  |  |                             |                             |
|  | 21-17, 21-19 en 40 min       | 21-17, 21-19 en 40 min        | Nummerdor / Schuil (NED) | 19-21, 21-19, 15-11 en 56 min    | 19-21, 21-19, 15-11 en 56 min    | 2                             |   |  |                        |                        |  |  |                             |                             |
|  | 21-17, 21-19 en 40 min       | 21-17, 21-19 en 40 min        |                          | 19-21, 21-19, 15-11 en 56 min    | 19-21, 21-19, 15-11 en 56 min    | Lupo / Nicolai (ITA)          | 0 |  |                        |                        |  |  |                             |                             |
|  | Lupo / Nicolai (ITA)         | 2                             | Pļaviņš / Šmēdiņš (LAT)  | 2                                |                                  | Lupo / Nicolai (ITA)          | 0 |  |                        |                        |  |  |                             |                             |
|  | Lupo / Nicolai (ITA)         | 2                             | Pļaviņš / Šmēdiņš (LAT)  | 2                                |                                  |                               |   |  |                        |                        |  |  |                             |                             |
|  | Dalhausser / Rogers (USA)    | 0                             |                          | Nummerdor / Schuil (NED)         | 1                                |                               |   |  |                        |                        |  |  |                             |                             |
|  | Dalhausser / Rogers (USA)    | 0                             |                          | Nummerdor / Schuil (NED)         | 1                                |                               |   |  |                        |                        |  |  |                             |                             |

### Huitièmes de finale
| Date        | Match                                                   | Score | Set 1 | Set 2 | Set 3 | Durée  |
| ----------- | ------------------------------------------------------- | ----- | ----- | ----- | ----- | ------ |
| 3 août 2012 | Cerutti / Rego (BRA) - Erdmann / Matysik (GER)          | 2-0   | 21-16 | 21-14 |       | 37 min |
| 3 août 2012 | Fijałek / Prudel (POL) - Chevallier / Heyer (SUI)       | 2-0   | 21-18 | 21-17 |       | 42 min |
| 3 août 2012 | Pļaviņš / Šmēdiņš (LAT) - Skarlund / Spinnangr (NOR)    | 2-0   | 21-18 | 21-16 |       | 41 min |
| 3 août 2012 | Prokopiev / Semenov (RUS) - Gibb / Rosenthal (USA)      | 0-2   | 14-21 | 20-22 |       | 44 min |
| 4 août 2012 | Brink / Reckermann (GER) - Samoilovs / Sorokins (LAT)   | 2-0   | 21-12 | 21-17 |       | 41 min |
| 4 août 2012 | Gavira / Herrera (ESP) - Cunha / Santos (BRA)           | 0-2   | 18-21 | 19-21 |       | 44 min |
| 4 août 2012 | Nummerdor / Schuil (NED) - Bellaguarda / Heuscher (SUI) | 2-0   | 22-20 | 21-15 |       | 40 min |
| 4 août 2012 | Lupo / Nicolai (ITA) - Dalhausser / Rogers (USA)        | 2-0   | 21-17 | 21-19 |       | 40 min |

### Quarts de finale
| Date        | Match                                            | Score | Set 1 | Set 2 | Set 3 | Durée  |
| ----------- | ------------------------------------------------ | ----- | ----- | ----- | ----- | ------ |
| 6 août 2012 | Cerutti / Rego (BRA) - Fijałek / Prudel (POL)    | 2-1   | 21-17 | 16-21 | 17-15 | 58 min |
| 6 août 2012 | Pļaviņš / Šmēdiņš (LAT) - Gibb / Rosenthal (USA) | 2-1   | 19-21 | 21-18 | 15-11 | 58 min |
| 6 août 2012 | Brink / Reckermann (GER) - Cunha / Santos (BRA)  | 2-0   | 21-15 | 21-19 |       | 47 min |
| 6 août 2012 | Nummerdor / Schuil (NED) - Lupo / Nicolai (ITA)  | 2-0   | 21-16 | 21-18 |       | 38 min |

### Demi-finales
| Date        | Match                                               | Score | Set 1 | Set 2 | Set 3 | Durée  |
| ----------- | --------------------------------------------------- | ----- | ----- | ----- | ----- | ------ |
| 7 août 2012 | Cerutti / Rego (BRA) - Pļaviņš / Šmēdiņš (LAT)      | 2-0   | 21-15 | 22-20 |       | 40 min |
| 7 août 2012 | Brink / Reckermann (GER) - Nummerdor / Schuil (NED) | 2-0   | 21-14 | 21-16 |       | 39 min |

### Finale pour la médaille de bronze
| Date        | Match                                              | Score | Set 1 | Set 2 | Set 3 | Durée  |
| ----------- | -------------------------------------------------- | ----- | ----- | ----- | ----- | ------ |
| 9 août 2012 | Pļaviņš / Šmēdiņš (LAT) - Nummerdor / Schuil (NED) | 2-1   | 19-21 | 21-19 | 15-11 | 56 min |

### Finale
| Date        | Match                                           | Score | Set 1 | Set 2 | Set 3 | Durée  |
| ----------- | ----------------------------------------------- | ----- | ----- | ----- | ----- | ------ |
| 9 août 2012 | Cerutti / Rego (BRA) - Brink / Reckermann (GER) | 1-2   | 21-23 | 21-16 | 14-16 | 1 h 02 |

## Résultats

### Classement final
| Rang                                | Nation                            |
| ----------------------------------- | --------------------------------- |
| Médaille d'or, Jeux olympiques      | Brink / Reckermann (GER)          |
| Médaille d'argent, Jeux olympiques  | Cerutti / Rego (BRA)              |
| Médaille de bronze, Jeux olympiques | Pļaviņš / Šmēdiņš (LAT)           |
| 4                                   | Nummerdor / Schuil (NED)          |
| 5                                   | Cunha / Santos (BRA)              |
| -                                   | Lupo / Nicolai (ITA)              |
| -                                   | Fijałek / Prudel (POL)            |
| -                                   | Gibb / Rosenthal (USA)            |
| 9                                   | Gavira / Herrera (ESP)            |
| -                                   | Erdmann / Matysik (GER)           |
| -                                   | Samoilovs / Sorokins (LAT)        |
| -                                   | Skarlund / Spinnangr (NOR)        |
| -                                   | Prokopiev / Semenov (RUS)         |
| -                                   | Bellaguarda / Heuscher (SUI)      |
| -                                   | Chevallier / Heyer (SUI)          |
| -                                   | Dalhausser / Rogers (USA)         |
| 17                                  | Binstock / Reader (CAN)           |
| -                                   | Beneš / Kubala (CZE)              |
| 19                                  | Doppler / Horst (AUT)             |
| -                                   | Wu / Xu (CHN)                     |
| -                                   | Garcia Thompson / Grotowski (GBR) |
| -                                   | Asahi / Shiratori (JPN)           |
| -                                   | Chiya / Goldschmidt (RSA)         |
| -                                   | Hernández / Villafañe (VEN)       |

### Distinctions individuelles
- Meilleur joueur (MVP) :
- Meilleur scoreur :
- Meilleur passeur :
- Meilleur attaquant :
- Meilleur serveur :
- Meilleur contreur :
- Meilleur défenseur :
- Meilleur réceptionneur :